# Johannes Magirus (Mediziner, um 1560)
Johannes Magirus (auch Johann Magirus, Johannes Koch, Johann Koch; * um 1560 in Fritzlar; † 22. August 1596 in Marburg) war ein deutscher Mediziner, Physiker, Philosoph und Hochschullehrer. Einige seiner Schriften wurden unter dem Pseudonym Johann Austriacus veröffentlicht; der Marburger Professorenkatalog führt ihn unter Johannes Magirus I., um ihn von weiteren zeitgenössischen Marburger Professoren gleichen Namens zu unterscheiden: Johannes Magirus II. (1615–1697, deutscher Mediziner, Mathematiker und Hochschullehrer) und Johannes Magirus III. († 1693, deutscher Mediziner und Hochschullehrer). Sein Vater war der aus Fritzlar stammende Bürger Jonas Koch.

## Leben und Wirken
Über das frühe Leben von Johannes Magirus ist wenig bekannt. Vom 1. Oktober 1581 bis zum 1. Oktober 1585 war er medizinischer Stipendiatenmajor in Marburg. Am 17. Januar 1585 promovierte Johannes Magirus in Marburg zum Doktor der Medizin und lebte die darauffolgenden Jahre in Fritzlar. In dieser Zeit wurde sein Sohn Walther Magirus geboren (1587–1657). Am 26. Juli 1591 an der noch recht jungen Philipps-Universität zu Marburg (gegründet 1527) zum Professor der Physik berufen, wurde Magirus am 18. August 1591 in sein Amt eingeführt und bekleidete ab 1593 bis zu seinem Tode im Jahr 1596 das Amt des Dekans der Philosophischen Fakultät. Johannes Magirus pflegte einen freundschaftlichen Kontakt zum Marburger Professor Rudolph Goclenius, der zu seiner Zeit als „Marburger Platon“ oder „christlicher Aristoteles“ gefeiert wurde, beschritt wissenschaftlich jedoch neue, autonome und weitreichendere Wege als Goclenius, dem aus heutiger Sicht keine große denkerische Eigenständigkeit zugesprochen werden kann. Magirus‘ Lehrfächer, Medizin und Physik, umfassten zu seiner Zeit weitaus mehr als die heutigen Fächer. Unter „Physik“ verstand man damals einen wesentlichen Teil der Philosophie sowie alles, was an naturwissenschaftlichen Fächern an der Universität gelehrt wurde, nämlich Botanik, Zoologie, Chemie und Mineralogie, ergänzt um bestimmte Teile der Astronomie.
Über die Rezeption von Magirus‘ Schriften und Lehren zu seinen Lebzeiten liegen nur wenige Quellen vor. In seinen Veröffentlichungen und Vorlesungen zog er Verbindungslinien der Ethik, Anthropologie und Psychopathologie und war damit seiner Zeit weit voraus. Da die meisten und wichtigsten seiner Werke erst postum veröffentlicht wurden, erlangte er erst nach seinem Tode eine recht große und weitreichende Bedeutung, sowohl im deutschsprachigen als auch im angelsächsischen und schwedischen Raum. Seine Anthropologia (1603), Physiologia peripatetica (1605) und Pathologia (1615), wurden in der universitären Lehre in Deutschland häufig verwendet, erlebten zahlreiche Neuauflagen und prägten mehrere Generationen von Studenten. Physiologia peripatetica, eine umfassende Abhandlung über die aristotelische Philosophie, spielte im schwedischen Lehrsystem eine bedeutende Rolle, da die Universitätsverfassung von 1626 vorschrieb, dass Medizinprofessoren darüber Vorlesungen zu halten haben, und es war auch die Quelle für das erste in Schweden gedruckte wissenschaftliche Buch über Botanik (De Plantis, 1621) von Johannes Chesnecopherus (der im Jahr 1597 zwei Semester in Marburg studiert hatte). Der Status dieses Werks als kanonisches Buch der Physik und Naturgeschichte in Schweden endete erst, als Petrus Hoffvenius 1678 seine Synopsis physica veröffentlichte.
Physiologia peripatetica wurde in der 1636 gegründeten Harvard University über ein halbes Jahrhundert hinweg als grundlegendes Lehrwerk für das Fach Physik genutzt. Der Universalgelehrte Sir Isaac Newton wurde am Trinity College in Cambridge durch das Studium von Magirus‘ Physiologia peripatetica in die Naturphilosophie eingeführt.

## Schriften
- Physica peripatetica ex Aristotele, eiusque interpretibus collecta, et in sex libros distincta. Zacharias Palthenius, Frankfurt a. M. 1597 u. 1600.
- Unter dem Pseudonym Johann Austriacus: De memoria artificiosa libellus. Anton Bertram, Straßburg 1597, 1600, 1603, 1610 u. 1611; Matthias Becker u. Hieronymus Megiser, Frankfurt a. M. 1603
- Physiologiae Peripateticae Libri Sex, Cum Commentariis: In quibus Praecepta Illius Perspicue, Eruditeq[ue] explicantur, et ex optimis quibusuis Peripateticae Philosophiae Interpretibus, Platone, Aristotele, Zabarella, Archangelo Mercenario, Thoma Erasto, Jacobo Schegkio, Scaligero, Vico Mercurio, Contareno Cardinale, Hermolao Barbaro, Francisco Patritio, et aliis disceptantur. Accessit Caspari Bartholini Malmogii Dani Enchiridion Metaphysicum: ex Philosophorum Coriphaei Aristotelis, optimorumq[ue] eius interpretum monumentis adornatum. Zacharias Palthenius, Frankfurt a. M. 1600 u. 1603; Konrad Neben u. Wolfgang Richter, Lich u. Frankfurt a. M. 1601 u. 1603; Clemens Berger u. Zacharias Schürer, Wittenberg 1609, 1612 u. 1618; Petrus de la Rouiere, Genf 1611; Johannis Berner, Frankfurt am Main 1619 u. 1624; John Bill, London 1619; o. Verleger, Köln 1629; Johannes Bringer, Frankfurt a. M. 1629, 1634 u. 1635; R. Danielis, Cambridge 1642.
- Corona Virtutum moralium : Universam Aristotelis Summi Philosophi Ethicen, exacte enucleans: variasq[ue] Enodationes, Quaestiones, Obiectiones, et dilutiones, si qui unquam, iucundiores et utiliores ceteris Ethicis commentariis omnibus proponens: Adiecto ubiq[ue] Aristotelis contextu Graeco-Latino. Zacharias Palthenius, Frankfurt a. M. 1601, 1608, 1610, 1614, 1627, 1628; F. Le Cointe, Paris 1663
- Anthropologia, Hoc est: Commentarius eruditissimus in aureum Philippi Melanchthonis libellum de Anima. Konrad Neben u. Wolfgang Richter, Lich u. Frankfurt a. M. 1603
- Pathologia sive morborum et affectuum omnium praeter naturam, qui corpus humanum invadere solent enumeratio ; ex veterum Graecorum, Latinorum, Arabumque fontibus, ac Recentiorum limpidißimis riuulis exhausta, & compendiosa, facili, accurata & perspicua methodo disposita ... . Zacharias Palthenius, Frankfurt a. M. 1615 u. 1616